# Jacques Prévert
Jacques Prévert (ur. 4 lutego 1900 w Neuilly-sur-Seine, zm. 11 kwietnia 1977 w Omonville-la-Petite) – francuski poeta, twórca dialogów filmowych i scenarzysta.

## Życiorys
Pierwsze lata życia spędził w Neully-sur-Seine, ale problemy finansowe ojca sprawiły, że rodzina przeniosła się najpierw do Tulonu, a potem do Paryża. W wieku 15 lat Jacques kończy edukację i zaczyna zarabiać na życie, wykonując dorywcze prace. W 1920 r. rozpoczął służbę wojskową, najpierw we Francji, w departamencie Meurthe i Mozela, gdzie poznał Yves’a Tanguy, a potem, od 1921, w Konstantynopolu, okupowanym od końca wojny przez aliantów. Spotkał tam przyszłego tłumacza i wydawcę Marcela Duhamela; po powrocie do Paryża wraz z Tanguym pomieszkiwał przez jakiś czas w domu Duhamela przy ulicy du Château, w pobliżu Montparnasse, gdzie gromadzili się pisarze i artyści. Wraz z przyjaciółmi przyłączył się do surrealistów, jednak w 1928 r. André Breton wykluczył go z grupy.
Od ok. 1928 roku Prévert zaczął publikować teksty poetyckie i publicystyczne w czasopismach kulturalnych (często niskonakładowych), tworzył także scenariusze i dialogi filmowe – m.in. do filmów w reżyserii Marcela Carné, Paula Grimault oraz swojego brata Pierre’a. W latach trzydziestych pisał sztuki teatralne, skecze i piosenki dla „Groupe Octobre”, trupy teatralnej należącej do Federacji Teatrów Robotniczych.
W 1946 r. ukazał się pierwszy zbiór poezji Préverta, Paroles, który przyniósł mu natychmiastową rozpoznawalność. Wiele z jego wierszy zaliczanych jest do lektury podstawowej we francuskich szkołach. Niektóre, np. Page d’écriture wykorzystywane są często w podręcznikach do nauki języka francuskiego.
12 października 1948 roku wypadł z okna siedziby Radiodiffusion Française na Avenue des Champs-Élysées. W rezultacie doznanych urazów spędził kilka dni w stanie śpiączki. Spowodowało to u niego poważne następstwa neurologiczne.
Mieszkał w Paryżu i w wiosce Omonville-la-Petite na przylądku La Hague, na północy Francji, gdzie mieści się obecnie jego muzeum. Był nałogowym palaczem. Zmarł na raka płuc.
Jego twórczość powiązana jest z surrealizmem i absurdyzmem – był członkiem Collège de pataphysique, elitarnej grupy francuskich twórców, zajmującej się studiami patafizycznymi i skupiającej osobowości takie jak Eugène Ionesco, Boris Vian czy René Clair. W 1953 osiągnął w tym szacownym klubie godność Satrapy.
Częstymi tematami w jego twórczości są: wojna i jej okrucieństwo, dzieciństwo i życie rodzinne, często przedstawiane w krzywym zwierciadle, absurdy życia codziennego, hipokryzja i bezwzględność polityków, zakłamanie religijne. Powtarzającym się często motywem są ptaki, symbol natury, wolności i twórczości poetyckiej. Prévert używał gier słownych, kalamburów, długich wyliczeń, aliteracji i neologizmów, by zaskakiwać czytelników, przykuć ich uwagę i uzyskiwać nieoczekiwane efekty poetyckie.
Poezja była dla niego „językiem, który śpiewa” (la langue qui chante). Pisał o życiu codziennym, miłości, Paryżu, często w formie piosenek lub wierszy nadających się do bezpośredniej adaptacji jako teksty piosenek. Do niektórych z nich dopisano muzykę – zrobili to m.in. Joseph Kosma, Christiane Verger oraz Hanns Eisler. Powstałe w ten sposób piosenki wykorzystywali w swoich repertuarach Yves Montand i Édith Piaf. Wielkim przebojem i standardem stała się piosenka Les Feuilles Mortes z muzyką Kosmy i pierwotnym wykonaniem Montanda w filmie Les Portes de la Nuit. Polski przekład, autorstwa Jeremiego Przybory, nosi tytuł Jesienne liście i był wykonywany m.in. przez Krystynę Jandę. Angielska wersja tego standardu to Autumn Leaves. W Polsce utwór do słów Preverta Trzy zapałki wykonywała również grupa TSA.

## Twórczość literacka
- 1946 Słowa (Paroles) – publikacja tego zbioru otworzyła przed nim podwoje Collège de pataphysique; polski wybór ukazał się jako Słowa
- 1947 Contes pour enfants pas sages
- 1951 Spectacle
- 1952 Lettre des îles Baladar
- 1953 Tour de chant
- 1955 La pluie et le beau temps
- 1963 Histoires
- 1966 Fatras
- Choses et autres

## Filmografia
Jacques Prévert napisał scenariusze, a czasami również dialogi, m.in. do takich filmów jak:
- 1935: Zbrodnia pana Lange (Le crime de monsieur Lange)
- 1937: Śmieszny dramat (Drôle de drame)
- 1938: Ludzie za mgłą (Quai des brumes)
- 1938: Les disparus de Saint-Agil
- 1939: Brzask (Le jour se lève)
- 1942: Wieczorni goście (Les visiteurs du soir)
- 1945: Komedianci (Les enfants du paradis)
- 1945: Wrota nocy (Les portes de la nuit)
- 1953: Pasterka i kominiarczyk (La bergère et le ramoneur) (animowany)
- 1964: Le petit Claus et le grand Claus (animowany/aktorski; na podstawie Hansa Christiana Andersena)